# 林芯蕾
林芯蕾（1989年11月12日—），台灣女演員，畢業於景文科技大學應用外語系。

## 出道經歷
於2015年參與台灣電視劇《櫻桃小丸子》選角，由原著櫻桃子老師親選為小丸子一角，和演員魏蔓、林佑威、汪東城、顧寶明...等一同演出，該劇於2016年2月開拍。

## 影视作品

### 電影
- 《台妹向前衝》（2018年）飾演 陳淼

### 電視劇
| 首播                   | 頻道                   | 劇名            | 角色           |
| 2015年                 |                        |                 |                |
| 三立都會台／東森綜合台 | 戀愛鄰距離             | 蘇薏蕎 (櫃台妹) |                |
| 2016年                 | 三立都會台／東森綜合台 | 飛魚高校生      | 羅珊珊         |
| 2017年                 | 中視／愛奇藝           | 櫻桃小丸子      | 小丸子(櫻桃子) |
| 2018年                 |                        | 戰時我們正年少  | 陳青           |
| 2018年                 | 緯來電影台             | 台妹向前衝      | 陳淼           |
| 2018年                 | TVBS歡樂台             | 翻牆的記憶      | 小舒           |
| 待播                   |                        | 一身孤注擲溫柔  | 霍庭萱         |

### 音乐录影带(MV)
- 2016年 : 黃得峯 《念想》

## 音樂作品
- 《不想長大》(電視劇《櫻桃小丸子》主題曲)

## 外部連結
- 林芯蕾 zoey的Facebook專頁
- 林芯蕾 zoey的Instagram帳戶
- 林芯蕾 zoey的新浪微博
- 林芯蕾在时光网上的簡介（简体中文）